# Sternarchogiton zuanoni
Sternarchogiton zuanoni és una espècie de peix pertanyent a la família dels apteronòtids.

## Descripció
- Pot arribar a fer 17,8 cm de llargària màxima.
- 129-153 radis a l'aleta anal.[3][4]

## Hàbitat
És un peix d'aigua dolça, demersal i de clima tropical (3°S-4°S, 52°W-53°W).

## Distribució geogràfica
Es troba a Sud-amèrica: el riu Xingu (conca oriental del riu Amazones).

## Observacions
És inofensiu per als humans.